# Hannover 96
Hannoverscher Sportverein von 1896, thường được biết đến là Hannover 96 (IPA: [haˈnoːfɐ ˌzɛksʔʊntˈnɔʏntsɪç]), Hannover hoặc đơn giản là 96, là một câu lạc bộ bóng đá chuyên nghiệp có trụ sở ở thành phố Hanover, Niedersachsen.

## Lịch sử
Hannover 96 được thành lập ngày 12 tháng 4 năm 1896 với cái tên Hannoverscher Fußball-Club 1896, theo đề nghị của Ferdinand-Wilhelm Fricke, người sáng lập ra FV Deutscher 1.878 Hannover. Sự quan tâm ban đầu của họ đã được cho điền kinh và bóng bầu dục: bóng đá đã không được quan tâm cho đến năm 1899. Hầu hết các thành viên của Germania 1902 Hannover đã trở thành một phần của 96 năm 1902, trong khi những người khác của câu lạc bộ thành lập Hannoverscher Ballspielverein. Năm 1913, họ sáp nhập với Hannovera 1898 Ballverein (thành lập năm 1905 với sự hợp nhất của Fußballverein Hannovera 1898 Hannorver và Hannoverscher BV) để trở thành Hannoverscher Sportverein 1896.
Hannoverscher FC có màu sắc chính là màu đen-trắng-xanh, nhưng họ chơi trong màu xanh, trong khi BV chơi trong màu đỏ. Họ quyết định giữ màu đen-trắng-xanh là màu sắc câu lạc bộ, nhưng họ đã chọn thi đấu trong màu đỏ, để đội có biệt hiệu Die Roten (Lữ đoàn đỏ). Trang phục thứ ba của đội là màu sắc chính thức của câu lạc bộ.

## Những mùa giải gần đây
| Năm       | Giải đấu           | Vị trí |
| 1999-2000 | 2. Bundesliga (II) | 10     |
| 2000-01   | 2. Bundesliga      | 9      |
| 2001-02   | 2. Bundesliga      | 1      |
| 2002-03   | Bundesliga (I)     | 11     |
| 2003-04   | Bundesliga         | 14     |
| 2004-05   | Bundesliga         | 10     |
| 2005-06   | Bundesliga         | 12     |
| 2006-07   | Bundesliga         | 11     |
| 2007-08   | Bundesliga         | 8      |
| 2008-09   | Bundesliga         | 11     |

## Danh hiệu
Chiếc cúp quốc gia Đức từ lâu đã được sở hữu bởi các đội bóng thuộc giải vô địch quốc gia Bundesliga do vậy chiếc cúp năm 1992 của Hannover là chiếc cúp đầu tiên mà không phải một đội bóng thuộc giải hạng nhất đạt được từ năm 1963.
- Vô địch Südkreisliga: 1921
- Vô địch Gauliga Niedersachsen: 1935, 1938
- Vô địch Gauliga Niedersachsen-Süd: 1940, 1941
- Vô địch Oberliga Nord: 1954
- Vô địch 2.Bundesliga-Nord: 1975
- Vô địch 2.Bundesliga: 1987, 2002
- Vô địch Regionalliga Nord: 1997, 1998
- Siêu cúp nước Đức German: 1938, 1954
- Cúp quốc gia Đức: 1992

### Đội dự bị
- Giải vô địch nghiệp dư nước Đức: 1960, 1964, 1965

### Đội trẻ
- Về nhì giải U-17 nước Đức: 1994, 1995
- Vô địch giải U19 nước Đức: 2004

## Sân vận động
Hannover 96 chơi ở sân AWD-Arena, xây từ năm 1954 và hiện ó sức chứa 49,000 khán giả.Ở World Cup 2006 sân được sử dụng ở 4 trận vòng bảng và một trận ở vòng 16 đội.Sân cũng được sử dụng ở World Cup 1974 và Euro 1988.

## Truyền thống
Đối thủ truyền kiếp của Hannover là Eintracht Braunschweig mà không phải là những đội mạnh như Werder Bremen hay VfL Wolfsburg.
Hamburg SV là một đội bóng thân thiện và những cổ động viên của họ lại kình địch với Werder Bremen. Cổ động viên của Hannover có quan hệ tốt với những fan của Odense Boldklub. Fan của cả hai đội thường tới xem các trận đấu của cả hai đội để cổ vũ. Họ cũng có quan hệ tốt với Arminia Bielefeld.

## Cầu thủ

### Đội hình hiện tại
Tính đến ngày 17 tháng 11 năm 2015

Ghi chú: Quốc kỳ chỉ đội tuyển quốc gia được xác định rõ trong điều lệ tư cách FIFA. Các cầu thủ có thể giữ hơn một quốc tịch ngoài FIFA.
| Số | VT | Quốc gia   | Cầu thủ                                  |
| -- | -- | ---------- | ---------------------------------------- |
| 1  | TM | Đức        | Ron-Robert Zieler                        |
| 2  | TV | Đan Mạch   | Leon Andreasen                           |
| 3  | HV | Chile      | Miiko Albornoz                           |
| 4  | HV | Nhật Bản   | Sakai Hiroki                             |
| 5  | TV | Sénégal    | Salif Sané                               |
| 6  | TV | Thổ Nhĩ Kỳ | Ceyhun Gülselam                          |
| 7  | TV | Đức        | Edgar Prib                               |
| 8  | TV | Đức        | Manuel Schmiedebach                      |
| 9  | TĐ | Ba Lan     | Artur Sobiech                            |
| 10 | TV | Nhật Bản   | Hiroshi Kiyotake                         |
| 11 | TV | Đức        | Felix Klaus                              |
| 13 | TM | Đức        | Philipp Tschauner                        |
| 14 | TV | Pháp       | Allan Saint Maximin (cho mượn từ Monaco) |
| 15 | TV | Đức        | Andre Hoffmann                           |
| 17 | TĐ | Đan Mạch   | Uffe Bech                                |
| 19 | HV | Đức        | Christian Schulz                         |

| Số | VT | Quốc gia   | Cầu thủ            |
| -- | -- | ---------- | ------------------ |
| 20 | HV | Brasil     | Felipe             |
| 23 | TV | Đức        | Maurice Hirsch     |
| 25 | HV | Brasil     | Marcelo            |
| 26 | TĐ | Thổ Nhĩ Kỳ | Kenan Karaman      |
| 27 | HV | Đức        | Vladimir Ranković  |
| 29 | HV | Đức        | Oliver Sorg        |
| 30 | TM | Áo         | Samuel Radlinger   |
| 31 | HV | Đức        | Waldemar Anton     |
| 33 | HV | Đức        | Mike-Steven Bähre  |
| 34 | TV | Đức        | Tim Dierßen        |
| 35 | TĐ | Hà Lan     | Charlison Benschop |
| 36 | TV | Đức        | Sebastian Ernst    |
| 37 | HV | Đức        | Niklas Teichgräber |
| 38 | TĐ | Kosovo     | Valmir Sulejmani   |
| 39 | TĐ | Thổ Nhĩ Kỳ | Mevlüt Erdinç      |
| 40 | TM | Đức        | Timo Königsmann    |

## Chuyển nhượng
| Số | VT | Quốc gia    | Cầu thủ                                            |
| -- | -- | ----------- | -------------------------------------------------- |
| 11 | TĐ | Bờ Biển Ngà | Didier Konan Ya (from Rosenborg BK)                |
| 15 | HV | Bờ Biển Ngà | Constant Djakpa (on loan from Bayer 04 Leverkusen) |
| 21 | HV | Tunisia     | Karim Haggui (from Bayer 04 Leverkusen)            |
| 22 | TV | Đức         | Valdet Rama (from FC Ingolstadt)                   |
| 23 | HV | Đức         | Sofian Chahed (from Hertha BSC)                    |
| 35 | TV | Đức         | Sofien Chahed (from Hannover 96 II)                |

| Số | VT | Quốc gia    | Cầu thủ                                            |
| -- | -- | ----------- | -------------------------------------------------- |
| 11 | TĐ | Bờ Biển Ngà | Didier Konan Ya (from Rosenborg BK)                |
| 15 | HV | Bờ Biển Ngà | Constant Djakpa (on loan from Bayer 04 Leverkusen) |
| 21 | HV | Tunisia     | Karim Haggui (from Bayer 04 Leverkusen)            |
| 22 | TV | Đức         | Valdet Rama (from FC Ingolstadt)                   |
| 23 | HV | Đức         | Sofian Chahed (from Hertha BSC)                    |
| 35 | TV | Đức         | Sofien Chahed (from Hannover 96 II)                |

| Số | VT | Quốc gia | Cầu thủ                                  |
| -- | -- | -------- | ---------------------------------------- |
| 17 | TV | Pháp     | Gaëtan Krebs (to Karlsruher SC)          |
| 18 | TV | Đức      | Michael Tarnat (retired)                 |
| 22 | HV | Đức      | Frank Fahrenhorst (to MSV Duisburg)      |
| 23 | TV | Bulgaria | Chavdar Yankov (on loan to MSV Duisburg) |
| 25 | HV | Pháp     | Valerien Ismael (retired)                |
| 35 | TV | Đức      | Bastian Schulz (to 1. FC Kaiserslautern) |

| Số | VT | Quốc gia | Cầu thủ                                  |
| -- | -- | -------- | ---------------------------------------- |
| 17 | TV | Pháp     | Gaëtan Krebs (to Karlsruher SC)          |
| 18 | TV | Đức      | Michael Tarnat (retired)                 |
| 22 | HV | Đức      | Frank Fahrenhorst (to MSV Duisburg)      |
| 23 | TV | Bulgaria | Chavdar Yankov (on loan to MSV Duisburg) |
| 25 | HV | Pháp     | Valerien Ismael (retired)                |
| 35 | TV | Đức      | Bastian Schulz (to 1. FC Kaiserslautern) |

Cố cầu thủ Robert Enke, người đã chết sau một vụ đâm tàu hoả vào ngày 10 tháng 11 năm 2009, đeo áo số 1 ở mùa giải này, số áo sẽ được treo vĩnh viễn ở đội bóng.
Số áo bất tử - 1: Robert Enke

## Các huấn luyện viên trong lịch sử
| - Robert Fuchs (1932-1946) - Fritz Pölsterl (1946-1947) - Otto Höxtermann (1947-1948) - Robert Fuchs (1948-1950) - Paul Slopianka-Hoppe (1950-1951) - Emil Izsó (1951-1952) - Helmut Kronsbein (1952-1957) - Kuno Klötzer (1957-1958) - Fritz Silken (1958-1959) - Günter Grothkopp (1959-1962) - Heinz Lucas (1962-1963) - Helmut Kronsbein (tháng 7 năm 1963-tháng 4 năm 1966) - Hannes Kirk (Apr-tháng 6 năm 1966) - Horst Buhtz (tháng 7 năm 1966-tháng 2 năm 1968) - Karl-Hein Mühlhausen (Feb-tháng 6 năm 1968; caretaker) - Zlatko Čajkovski (tháng 7 năm 1968 tháng 12 năm 1969) - Hans Pilz (Jan-tháng 6 năm 1970) | - Helmuth Johannsen (tháng 7 năm 1970 tháng 11 năm 1971) - Hans Hipp (tháng 11 năm 1971-tháng 2 năm 1973) - Hannes Baldauf (tháng 3 năm 1973-tháng 3 năm 1974) - Helmut Kronsbein (tháng 3 năm 1974-tháng 1 năm 1976) - Hannes Baldauf (Jan-tháng 12 năm 1976) - Helmut Kronsbein (tháng 12 năm 1976-tháng 6 năm 1978) - Toni Burghardt (tháng 7 năm 1978-tháng 6 năm 1979) - Diethelm Ferner (tháng 7 năm 1979 tháng 11 năm 1982) - Gerd Bohnsack (tháng 11 năm 1982 tháng 10 năm 1983) - Werner Biskup (tháng 10 năm 1983 tháng 11 năm 1985) - Jürgen Rynio (tháng 11 năm 1985-tháng 1 năm 1986) - Jörg Berger (Jan-tháng 3 năm 1986) - Helmut Kalthoff (Mar-tháng 5 năm 1986) - Jürgen Wähling (tháng 6 năm 1986 tháng 9 năm 1988) - Hans Siemensmeyer (tháng 9 năm 1988-tháng 3 năm 1989) - Reinhard Saftig (tháng 3 năm 1989-tháng 6 năm 1989) - Slobodan Cendic (tháng 7 năm 1989-tháng 8 năm 1989) | - Michael Krüger (tháng 9 năm 1989 tháng 9 năm 1990) - Michael Lorkowski (tháng 10 năm 1990-tháng 6 năm 1992) - Eberhard Vogel (tháng 7 năm 1992 tháng 11 năm 1993) - Rolf Schafstall (tháng 11 năm 1993 tháng 11 năm 1994) - Peter Neururer (tháng 11 năm 1994 tháng 5 năm 1995) - Miloš Đelmaš (tháng 5 năm 1995-tháng 7 năm 1995) - Egon Coordes (tháng 7 năm 1995-tháng 3 năm 1996) - Jürgen Stoffregen (Mar-tháng 6 năm 1996) - Reinhold Fanz (tháng 7 năm 1996 tháng 12 năm 1998) - Franz Gerber (tháng 12 năm 1998-tháng 7 năm 1999) - Branko Ivanković (tháng 7 năm 1999-tháng 2 năm 2000) - Horst Ehrmantraut (tháng 2 năm 2000-tháng 4 năm 2001) - Ralf Rangnick (tháng 5 năm 2001-tháng 3 năm 2004) - Ewald Lienen (tháng 3 năm 2004 tháng 11 năm 2005) - Peter Neururer (tháng 11 năm 2005-tháng 8 năm 2006) - Dieter Hecking (tháng 9 năm 2006-tháng 8 năm 2009) |

## Đội nghiệp dư (II)
Hannover có một đội II thành công khi có 3 chức vô địch giải nghiệp dư nước Đức vào các năm 1960, 1964, 1965 cũng như thua trong hai trận chung kết vào các năm 1966 và 1967.Đội hai cũng tham dự cúp quốc gia Đức và hiện chơi ở giải hạng tư.

### Danh hiệu
- Vô địch Amateurliga Niedersachsen-West: 1960
- Vô địch Amateurliga Niedersachsen-Ost: 1964
- Vô địch Amateurliga Niedersachsen: 1965, 1966, 1967
- Vô địch giải nghiệp dư nước Đức: 1960, 1964, 1965

### Đội hình II của Hannover
Tính đến ngày 1 tháng 8 năm 2009
HLV:  Andreas Bergmann
Ghi chú: Quốc kỳ chỉ đội tuyển quốc gia được xác định rõ trong điều lệ tư cách FIFA. Các cầu thủ có thể giữ hơn một quốc tịch ngoài FIFA.
| Số | VT | Quốc gia   | Cầu thủ           |
| -- | -- | ---------- | ----------------- |
| 1  | TM | Đức        | Marcel Maluck     |
| 2  | TĐ | Thổ Nhĩ Kỳ | Fatih Yigitusagi  |
| 3  | HV | Đức        | Johannes Ibelherr |
| 4  | HV | Đức        | Lasse Neubert     |
| 5  | HV | Đức        | Tim Hofmann       |
| 7  | TĐ | Đức        | Ali Moslehe       |
| 9  | TĐ | Đức        | Nick Proschwitz   |
| 10 | TV | Đức        | Stephan Boachie   |
| 11 | TV | Đức        | Henrik Ernst      |
| 12 | TV | Đức        | Sofien Chahed     |
| 13 | TĐ | Ba Lan     | Jarosław Lindner  |
| 14 | TV | Đức        | Pascal Biank      |
| 15 | TV | Đức        | Dave Otto         |

| Số | VT | Quốc gia   | Cầu thủ               |
| -- | -- | ---------- | --------------------- |
| 16 | TĐ | Đức        | Max Wegner            |
| 17 | TV | Thổ Nhĩ Kỳ | Ferhat Bıkmaz         |
| 18 | TV | Đức        | Michael Braczkowski   |
| 19 | HV | Đức        | Patrick Herrmann      |
| 20 | TĐ | Đức        | Florian Büchler       |
| 21 | TV | Đức        | Jannick Hilker        |
| 22 | TĐ | Đức        | Rubic Ghasemi-Nobakht |
| 23 | TV | Đức        | Manuel Schmiedebach   |
| 25 | TM | Montenegro | Obrad Sošić           |
| 28 | HV | Đức        | Hendrik Hahne         |
| 30 | TM | Đức        | Morten Jensen         |
| —  | HV | Đức        | Leon Balogun          |